# Бесков, Пер
Пер Эрик Бесков (швед. Per Erik Beskow; 23 декабря 1926, Стокгольм, Швеция — 3 марта 2016, Висбю, Готланд, Швеция) — шведский теолог, церковный историк, патролог, доцент Лундского университета.

## Биография
Обучался на теологическом факультете Уппсальского университета, специализируясь на патрологии.
В 1952 году принял ординацию в лютеранского священника, а в 1961 году присоединился к римо-католической церкви. В 1962 году получил степень доктора теологии, а в 1966 году в Уппсальском университете — степень магистра философии.
В своей работе «Strange Tales about Jesus» (1983), подверг критике изыскания Эдмонда Секея, доказав фальсификацию им своей работы в архиве Ватикана и Венской национальной библиотеке.
С 1989 года написал около тысячи статей в крупнейшее шведское справочное издание — Nationalencyklopedin.
Скончался 3 марта 2016 года в Висбю на острове Готланд.